# Gaultheria cardiosepala
Gaultheria cardiosepala là một loài thực vật có hoa trong họ Thạch nam. Loài này được Hand.-Mazz. mô tả khoa học đầu tiên năm 1923.